# Черето (Асколи Пичено)
Черето (итал. Cerreto) насеље је у Италији у округу Асколи Пичено, региону Марке.
Према процени из 2011. у насељу је живело 113 становника. Насеље се налази на надморској висини од 457 м.